# Фелларна
Фе́лларна, также Фялларна (эст. Fällarna), на письме раньше также Fällorna — деревня в волости Вормси уезда Ляэнемаа, Эстония. Расположена на острове Вормси.

## География и описание
Деревня Фелларна расположена в центральной части острова Вормси, примерно в 3 километрах к северу от волостного центра — деревни Хулло. Высота над уровнем моря — 10 метров.
На территории деревни находится часть природного парка Вормси.
Климат умеренный. Официальный язык — эстонский. Почтовый индекс — 91304.

## Население
По данным переписи населения 2021 года, в Фелларна насчитывалось 8 жителей, из них 7 (87,5 % ) — эстонцы.
По данным переписи населения 2011 года, в деревне проживали 10 человек, из них 8 (80,0 %) — эстонцы.
В 2002 году в деревне проживали 3 мужчин и 2 женщины. По состоянию на 1 января 2020 года в деревне насчитывалось 6 мужчин и 3 женщины, из них лиц трудоспособного возраста (15–64 года) — 6 человек, лиц пенсионного возраста (65 лет и старше) — 3.
Численность населения деревни Фелларна:
| Год  | 1934 | 1998 | 1999 | 2002 | 2011 | 2018 | 2019 | 2020 | 2021 |
| ---- | ---- | ---- | ---- | ---- | ---- | ---- | ---- | ---- | ---- |
| Чел. | 72   | ↘ 6  | ↘ 3  | ↗ 5  | ↗ 10 | 10   | ↘ 9  | → 9  | ↘ 8  |

## История
В письменных источниках 1637 года упоминается Fellen, 1651 года — Fäll-Engen, 1667 года — Fællengien, прим. 1740 года — Fällana.
На военно-топографических картах Российской империи (1846–1863 годы), в состав которой входила Эстляндская губерния, деревня обозначена как Феллана, Фельбю.
Так как деревня находится в центре острова, раньше её шуточным названием было Äggolan («желток»).
С XIII века и до 1944 года на острове Вормси в основном жили балтийские шведы. До 1919 года деревня принадлежала мызе Магнусгоф (эст. Magnushof, эст. Suuremõisa, Сууремыйза).
Проживавший на Вормси известный садовод Яан Шпуль Роталия (Jaan Spuhl Rotalia) обучал жителей острова окулировке деревьев. Из его сада, находившегося в Фелларна, островитяне получали  посадочный материал, в числе прочего — ставший позже известным в Эстонии шведский сорт яблок Åkerö.
В 1934 году в Фелларна проживали 11 семей общей численностью 72 человека. В 1944 году в Швецию эмигрировали 57 человек.
В 1977–1997 годах Фелларна официально была частью деревни Сууремыйза.

## Достопримечательности
Объектом культурного наследия является смоляная печь Фелларна. В ландшафте сохранились её следы, однако они не позволяют определить тип объекта.

## Происхождение топонима
По мнению шведского языковеда, специалиста по ономастике Питера Визельгрена название деревни отсылает или к среднему роду шведского слова fälle или к женскому роду слова fälla («рубка леса») во множественном числе.

## Комментарии
1. ↑  Эстонские топонимы, оканчивающиеся на -а, не склоняются и не имеют женского рода (исключение — Нарва)[10].